# Metalliclack

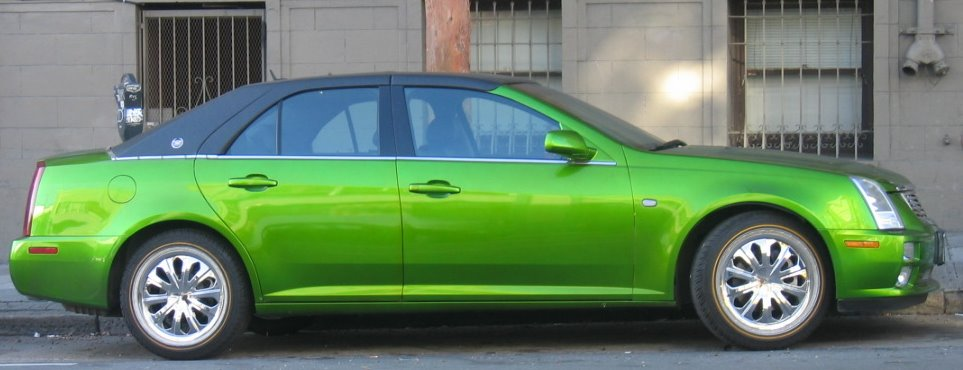
Extravagante Metalliclackierung an einem Cadillac STS

Als Metalleffektlack, auch Metalliclack oder metallisé bezeichnet man Lacke, die einen metallisch glänzenden Effekt aufweisen. Bei sehr grober Körnung spricht man von Metal-Flake-Lackierung.

## Geschichte
Die ersten Metallic-Lacke, die den heutigen ungefähr entsprechen, wurden 1938 entwickelt. Bei Horch zum Beispiel wurde mit sogenanntem „Fischsilber“ gearbeitet, einer Lackierung, der Schuppen von Fischen beigemischt wurde. Einschicht-Metalleffektlacke wurden in den 1950er Jahren allmählich populär, hatten aber oft Defizite bei Witterungsbeständigkeit und blichen häufig nach kurzer Zeit aus. Die bis heute bekannten Zweischicht-Metalleffektlacke (mit Klarlackdeckschicht) setzten sich ab ca. Mitte der 1960er Jahre in der breiten Anwendung durch. Ab Mitte der 1970er Jahre wuchs der Marktanteil auf rund 30 %.

## Effekt
Der Effekt entsteht durch die Verwendung von gemahlenen Glimmerblättchen (engl. mica), einem mineralischen Schichtsilikat oder Metalleffektpigmenten. Diese Pigmente sind zusätzlich in der Lackformulierung enthalten. Neben Glimmer sind die wichtigsten Pigmente Aluminium und Messing.
Eine andere Form von Effektlacken ist der Interferenzlack (umgangssprachlich auch Flip-Flop-Lack), welcher je nach Blickwinkel verschiedene Farbtöne zeigt (Farbtonflop). Diesen Effekt erhält man durch Verwendung von Interferenzpigmenten.
Perleffekt-Lacke werden durch die Beimengung von Perlglanzpigmenten erzeugt. Diese erzeugen einen besonders starken Helligkeitsflop, also einen starken winkelabhängigen Helligkeitsunterschied.
Diese Effektlack-Varianten können nicht strikt zueinander abgegrenzt werden, da die Verwendung verschiedener Effektpigmenttypen im selben Lack üblich ist.

## Applikation
Metallic-Lacke sind üblicherweise Zweischicht-Lacke. Sie bestehen aus einer Lackschicht, die die Effekt- und Buntpigmente enthält, sowie einer anschließend aufgebrachten zweiten Schicht, dem Klarlack. Kamen bei der farbgebenden Schicht früher im Allgemeinen lösemittelhaltige Lacke zum Einsatz, so besteht diese bei modernen Fahrzeugen fast ausschließlich aus Lacken auf Wasserbasis (Acryllacke). Beim Klarlack werden üblicherweise lösemittelhaltige Systeme verwendet.
Für die Anwendung im Automobilbereich (s. Autolack) ist die Bezeichnung Zweischicht-Lack strenggenommen nicht richtig, da Lacke für die Automobilserienlackierung aus vier Schichten bestehen, im Einzelnen aus einer Grundierung (häufig als kathodische Tauchlackierung, kurz KTL, ausgeführt), Füller, Basislack und Klarlack. Die Bezeichnung Zweischicht-Lack bezieht sich auf die Kombination Basislack und Klarlack, die auch bei nicht-automobilen Anwendungen üblich ist.

## Kosten
Ein häufig gehörtes Gerücht ist, dass Metalliclacke einen höheren Herstellungsaufwand als die nur aus einer Schicht bestehenden Uni-Lacke aufweisen und daher bei den meisten Autoherstellern aufpreispflichtige Sonderausstattung sind. Tatsächlich werden bei den meisten Automobilherstellern alle Farben, unabhängig von der Verwendung von Effektpigmenten, im Mehrschichtverfahren appliziert. Grund dafür sind die durch den Klarlack vermittelten Oberflächeneigenschaften, wie beispielsweise Glanz, Verlauf und UV-Schutz für die darunterliegenden Schichten.